# St. Josef (Rheydt)

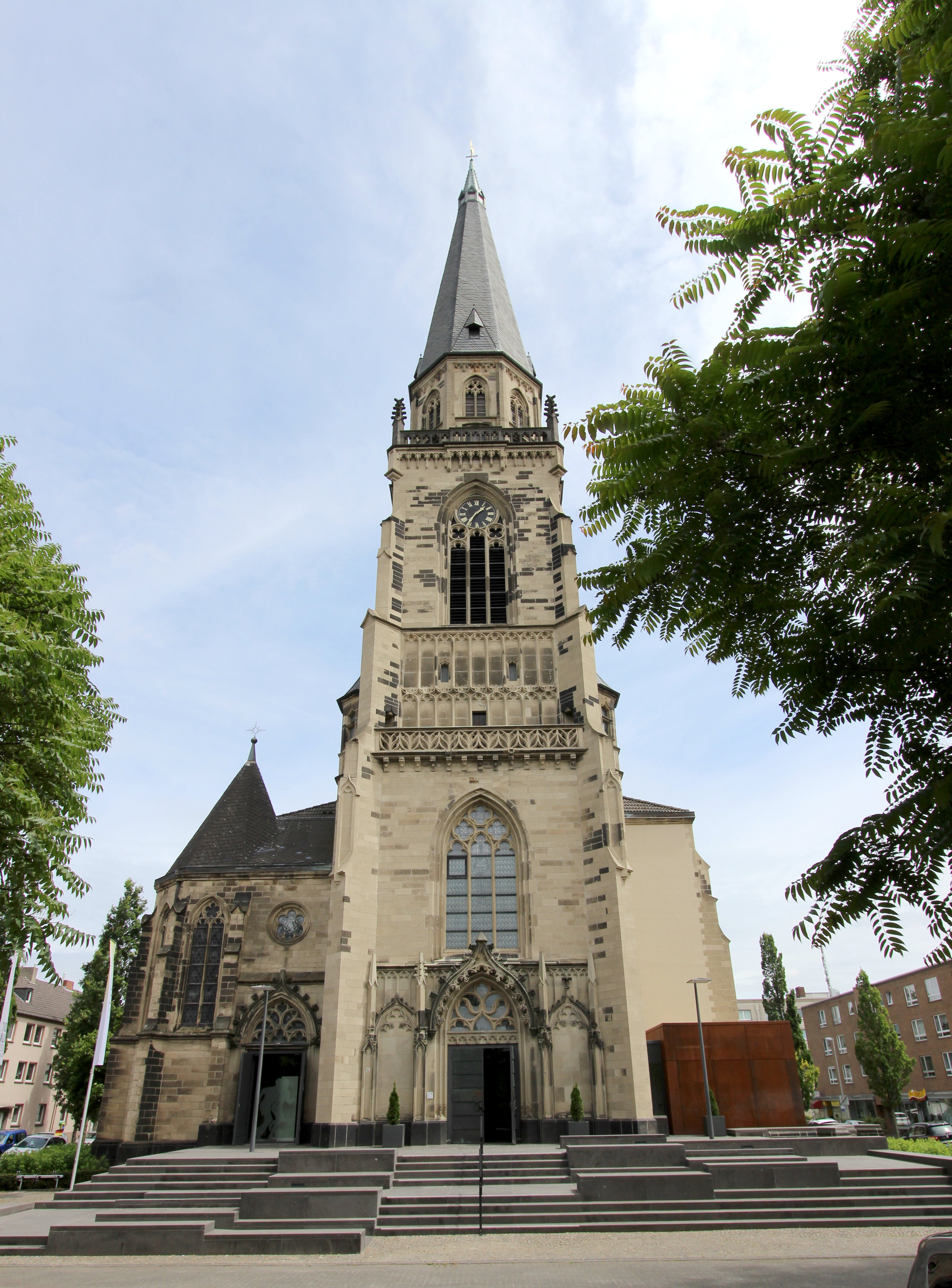
St. Josef, Rheydt, 2018

Die römisch-katholische Kirche St. Josef steht im Stadtteil Rheydt in Mönchengladbach, Nordrhein-Westfalen, Keplerstraße 75a.
Die Kirche wurde 1903–1905 erbaut und am 14. Oktober 1986 unter Nr. K 029 in die Denkmalliste der Stadt Mönchengladbach eingetragen.

## Beschreibung

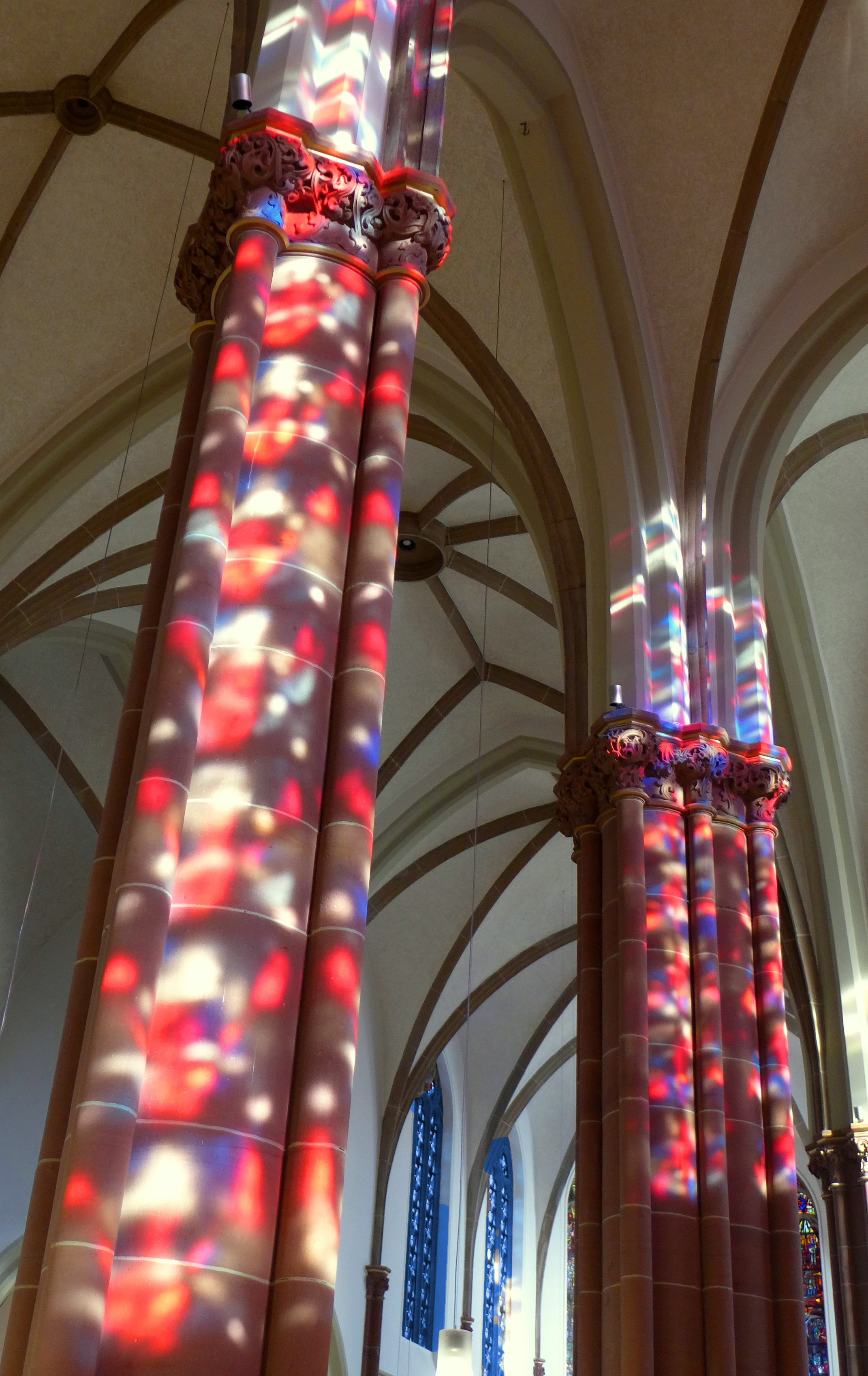
St. Josef – Details innen, 2019

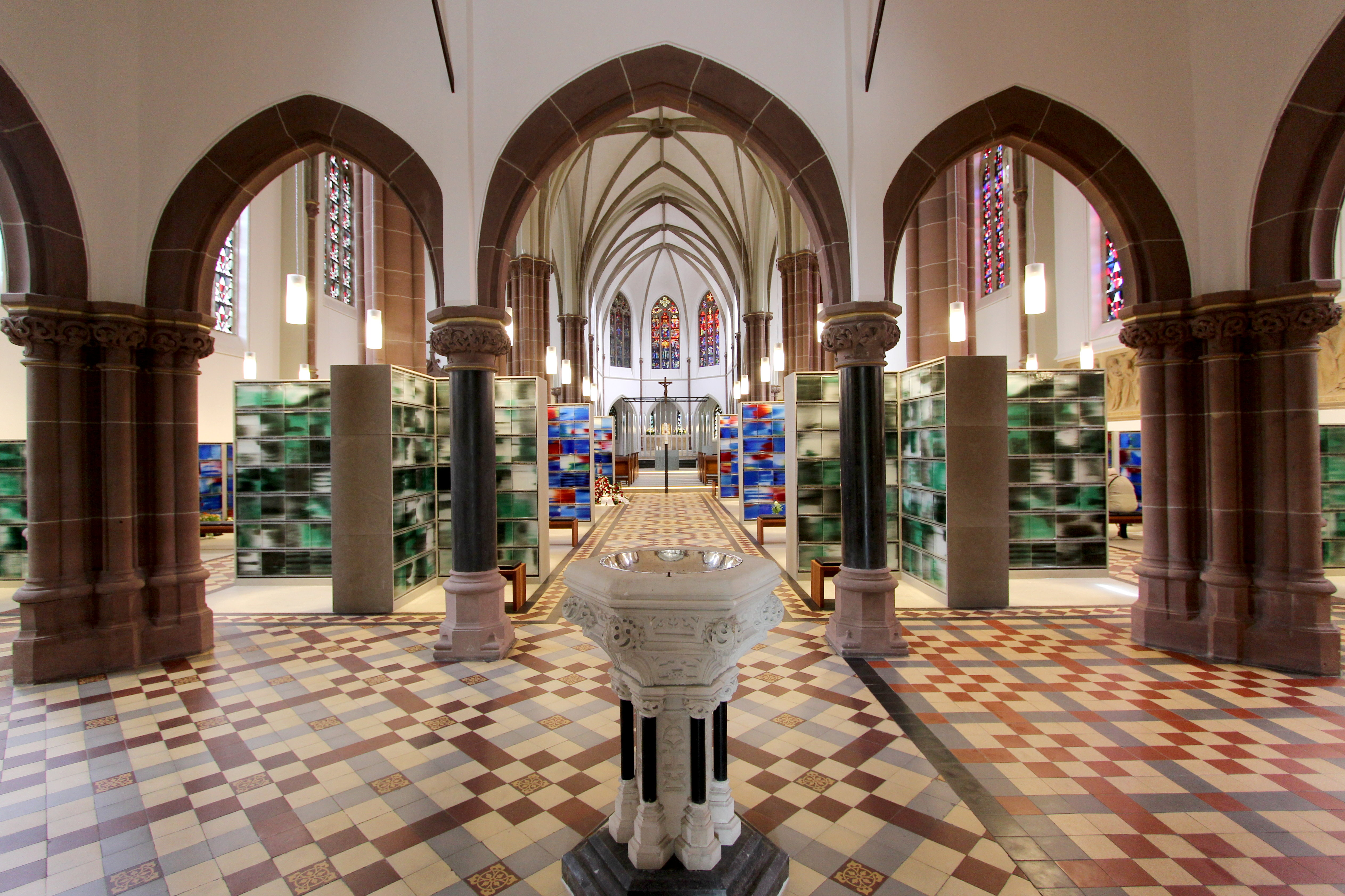
Innenraum von St. Josef, 2018

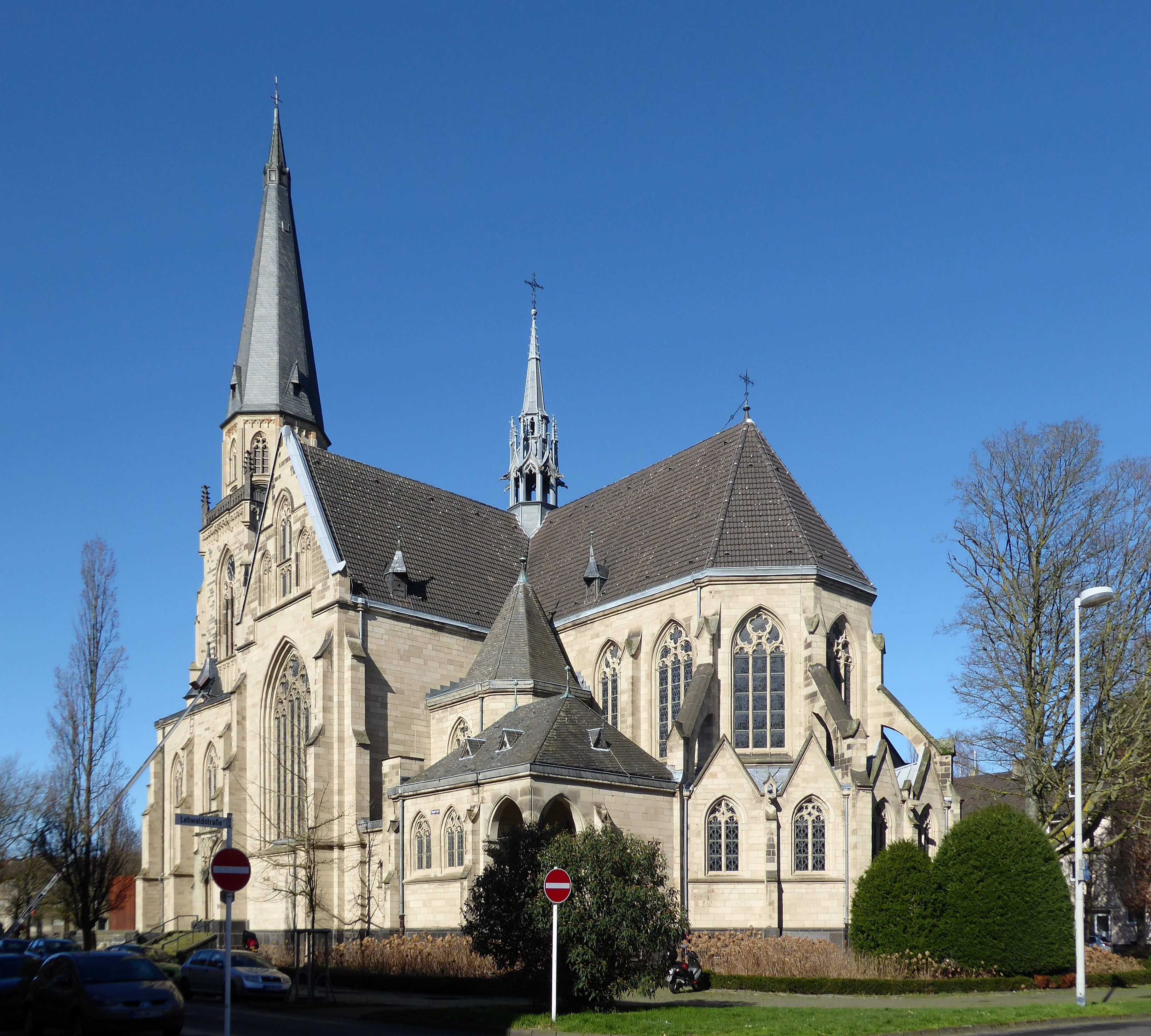
Blick von Südosten, 2020

### Architektur
Die Kirche St. Josef ist ein neugotischer Bau im Stil des 14. Jahrhunderts. Die von West nach Ost ausgerichtete Hallenkirche ist dreischiffig mit ausgedehnter Vierung und erhöhtem Chor mit Chorumgang.
Von Westen her beherrscht der mehrfach veränderte Turm die Kirche. Der Turm wird von einem sechseckigen, schiefergedeckten Helm bedeckt. Als ausgewogenes Beispiel neugotischen Bauens sowie als Pfarrkirche einer großen Gemeinde hat der Bau aus religionsgeschichtlichen und baugeschichtlichen / stadtbaugeschichtlichen Gründen Denkmalwert.

### Glocken
Im Turm sind vier Glocken aus Bronze aufgehängt. Eine wurde 1922 von Heinrich Ulrich in Apolda gegossen, die drei weiteren entstanden 1995 in der Eifeler Glockengießerei.
| Glocke | Name          | Gussjahr | Durchmesser | Gewicht  | Schlagton |
| ------ | ------------- | -------- | ----------- | -------- | --------- |
| 1      | Josefglocke   | 1995     | 1480 mm     | 2053 kg  | cis’-5    |
| 2      | Marienglocke  | 1995     | 1320 mm     | 1433 kg  | dis’-2    |
| 3      |               | 1922     | 1220 mm     | 1024 kg  | e’±0      |
| 4      | Mathiasglocke | 1995     | 1100 mm     | 0840 kg0 | fis’-1    |

### Orgel
Die Orgel der Kirche stammt aus dem Jahr 1953 und wurde von der Orgelwerkstatt Romanus Seifert & Sohn, Kevelaer gebaut, allerdings nie vollständig ausgebaut. Eine Prospekthälfte fehlt, das Oberwerk mit neun Registern ist nicht vorhanden. Somit hat das Instrument einen Umfang von nur 27 Registern auf nur zwei Manualen und Pedal.

### Bestattungsort
Die ehemalige Pfarrkirche St. Josef wurde durch Architekt Burkhard Schrammen zur Grabeskirche umgewandelt. An die Stelle der einstigen Bankreihen sind Schränke getreten, in deren Gefachen Urnen Platz finden können. Sie wurden als raumbildende Elemente eingesetzt und reagieren auf das bestehende Konstruktionsraster des Bauwerks.